# Brdy gyakorlótér
Brdy gyakorlótér egy, korábban a cseh államhoz tartozó, 2015-ben megszűnt katonai gyakorlóterület, aminek a területét azóta a környező 27 településhez csatolták. A Příbrami járásban feküdt. 2015. december 31-én szűnt meg véglegesen.

## Népesség
A terület lakosságának változását az alábbi diagram mutatja:
| Lakosok száma | 2331 | 2354 | 1937 | 1616 | 772  | 179  | 187  | 44   | 27   | 27   |
|               | 1869 | 1890 | 1900 | 1921 | 1950 | 1961 | 1980 | 2001 | 2011 | 2015 |